# Robert Wexler
Robert Wexler (New York, 2 gennaio 1961) è un politico e avvocato statunitense, membro della Camera dei Rappresentanti per lo stato della Florida dal 1997 al 2010.

## Biografia
Nato nel Queens, Wexler si trasferì da bambino in Florida e dopo gli studi all'Università della Florida e alla George Washington University si laureò in legge.
Per alcuni anni esercitò la professione di avvocato, poi si dedicò alla politica con il Partito Democratico. Tra il 1990 e il 1996 servì all'interno del Senato di stato della Florida, finché venne eletto alla Camera dei Rappresentanti succedendo al compagno di partito Harry Johnston.
Wexler rimase al Congresso per un totale di sei mandati, fino a quando rassegnò le dimissioni nel 2010 per andare a dirigere il Centro per la pace e la cooperazione economica nel Medio Oriente. Il suo seggio venne occupato da Ted Deutch.
Durante la permanenza alla Camera, Wexler era considerato un liberale e faceva parte del Congressional Progressive Caucus.
Wexler è sposato con Laurie Cohen e ha tre figli.